# Ernst Hammar

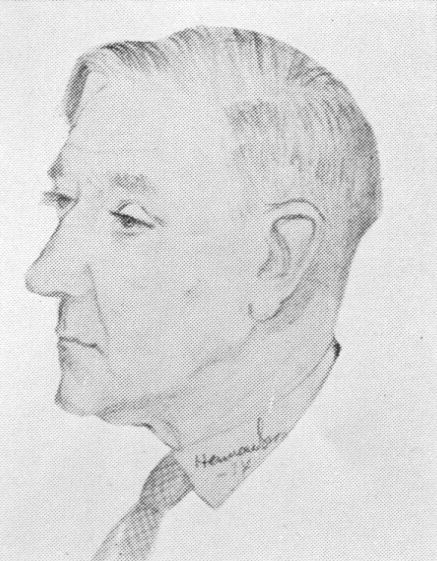
Ernst Hammar

Ernst Magnus Gabriel Hammar, född 18 september 1886 i Trollhättan, död 21 juni 1967 i Huddinge församling, var en svensk arkitekt.
Hammar, som var son till major Harald Hammar och Emilia Schagerström, avlade studentexamen i Karlstad 1907 och utexaminerades från Kungliga Tekniska högskolan i Stockholm 1913. Han bedrev egen arkitekt- och byggnadsverksamhet från 1925 och var lärare i husbyggnadslära, materiallära och ritteknik vid Tekniska institutet i Stockholm. Ernst Hammar är begravd på Östra kyrkogården i Karlstad.